# Vernon Parish
Das Vernon Parish (französisch Paroisse de Vernon) ist ein Parish im Bundesstaat Louisiana der Vereinigten Staaten. Im Jahr 2020 hatte das Parish 48.750 Einwohner und eine Bevölkerungsdichte von 12,2 Einwohner pro Quadratkilometer. Der Verwaltungssitz (Parish Seat) ist Leesville.

## Geographie
Das Parish liegt im Westen von Louisiana und grenzt an den Sabine River, der die Grenze zu Texas bildet. Das Vernon Parish hat eine Fläche von 3474 Quadratkilometern, wovon 34 Quadratkilometer Wasserfläche sind. Es grenzt an folgende Parishes und Countys:
| Sabine Parish         | Natchitoches Parish |                |
| Newton County (Texas) |                     | Rapides Parish |
|                       | Beauregard Parish   | Allen Parish   |

## Geschichte
Das Vernon Parish wurde 1871 aus Teilen des Natchitoches Parish, des Rapides Parish und des Sabine Parish gebildet.
16 Bauwerke und Stätten des Parish sind im National Register of Historic Places eingetragen (Stand 10. November 2017).

## Demografische Daten

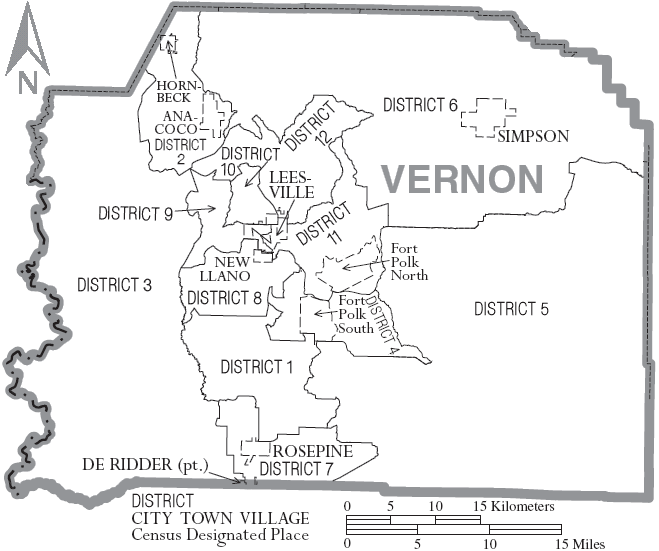
Karte des Vernon Parishes

Nach der Volkszählung im Jahr 2000 lebten im Vernon Parish 52.531 Menschen in 18.260 Haushalten und 13.713 Familien. Die Bevölkerungsdichte betrug 15 Einwohner pro Quadratkilometer. Ethnisch betrachtet setzte sich die Bevölkerung zusammen aus 73,70 Prozent Weißen, 17,06 Prozent Afroamerikanern, 1,46 Prozent amerikanischen Ureinwohnern, 1,58 Prozent Asiaten, 0,30 Prozent Bewohnern aus dem pazifischen Inselraum und 2,50 Prozent aus anderen ethnischen Gruppen; 3,40 Prozent stammten von zwei oder mehr Ethnien ab. 5,92 Prozent der Bevölkerung waren spanischer oder lateinamerikanischer Abstammung, die verschiedenen der genannten Gruppen angehörten.
Von den 18.260 Haushalten hatten 42,3 Prozent Kinder und Jugendliche unter 18 Jahre, die bei ihnen lebten. 61,2 Prozent waren verheiratete, zusammenlebende Paare, 10,7 Prozent waren allein erziehende Mütter, 24,9 Prozent waren keine Familien, 22,0 Prozent waren Singlehaushalte und in 7,3 Prozent lebten Menschen im Alter von 65 Jahren oder darüber. Die Durchschnittshaushaltsgröße betrug 2,69 und die durchschnittliche Familiengröße lag bei 3,15 Personen.
Auf das gesamte Parish bezogen setzte sich die Bevölkerung zusammen aus 29,1 Prozent Einwohnern unter 18 Jahren, 14,7 Prozent zwischen 18 und 24 Jahren, 31,4 Prozent zwischen 25 und 44 Jahren, 16,8 Prozent zwischen 45 und 64 Jahren und 7,9 Prozent waren 65 Jahre alt oder darüber. Das Durchschnittsalter betrug 28 Jahre. Auf 100 weibliche kamen statistisch 109,3 männliche Personen. Auf 100 Frauen im Alter von 18 Jahren oder darüber kamen 109,7 Männer.
Das jährliche Durchschnittseinkommen eines Haushalts betrug 31.216 USD, das Durchschnittseinkommen der Familien betrug 34.680 USD. Männer hatten ein Durchschnittseinkommen von 26.451 USD, Frauen 20.417 USD. Das Prokopfeinkommen betrug 14.036 USD. 12,2 Prozent der Familien 15,3 Prozent der Bevölkerung lebten unterhalb der Armutsgrenze. Davon waren 18,6 Prozent Kinder oder Jugendliche unter 18 Jahre und 14,8 Prozent waren Menschen über 65 Jahre.

## Orte im Parish
- Alco
- Almadane
- Anacoco
- Billy Goat Hill
- Burnstown
- Burr Ferry
- Caney
- Cole Central
- Coopers
- Cora
- Cravens
- DeRidder1
- Dido
- Dusenbury
- Elmwood
- Evans
- Fisherville
- Fullerton
- Haddens
- Hawthorne
- Hicks
- Hornbeck
- Hutton
- Jericho
- Knight
- Kurthwood
- Lacamp
- Leander
- Leesville
- Markee
- Mayo
- Monks Hammock
- Neame
- New Llano
- North Fort Polk
- Pickering
- Pitkin
- Rosepine
- Sandy Hill
- Savage Fork
- Simpson
- Slagle
- Standard
- Stille
- Sugrue
- Temple
- Walnut Hill

1 – teilweise im Beauregard Parish